# Ojitos, Zacatecas
Ojitos är en ort i Mexiko.   Den ligger i kommunen Juan Aldama och delstaten Zacatecas, i den centrala delen av landet, 700 km nordväst om huvudstaden Mexico City. Ojitos ligger 1 992 meter över havet och antalet invånare är 1 800.
Terrängen runt Ojitos är platt åt nordväst, men åt sydost är den kuperad. Runt Ojitos är det mycket glesbefolkat, med 3 invånare per kvadratkilometer. Närmaste större samhälle är Juan Aldama, 5,1 km väster om Ojitos. Omgivningarna runt Ojitos är i huvudsak ett öppet busklandskap.